# IC 3576
IC 3576 ist eine Spiralgalaxie mit ausgedehnten Sternentstehungsgebieten vom Hubble-Typ SBm im Sternbild Jungfrau nördlich der Ekliptik. Sie ist schätzungsweise 45 Millionen Lichtjahre von der Milchstraße entfernt, hat einen Durchmesser von etwa 35.000 Lj und ist unter der Katalognummer VVC 1678 als Teil des Virgo-Galaxienhaufens gelistet.
Im selben Himmelsareal befinden sich u. a. die Galaxien NGC 4532, NGC 4543, NGC 4588, IC 3591.
Das Objekt wurde am 8. November 1899 vom deutschen Astronomen Arnold Schwassmann entdeckt.